# بنگت نیلسون (ورزشکار دو و میدانی)
بنگت نیلسون (سوئدی: Bengt Nilsson; ۱۷ فوریهٔ ۱۹۳۴ – ۱۱ مهٔ ۲۰۱۸) ورزشکار پرش ارتفاع اهل سوئد بود.
وی در مسابقات کشوری و بین‌المللی در مجموع برندهٔ ۱ مدال طلا شده‌است.